# Aeropark Vrsar
Aeropark Vrsar je muzej zrakoplovstva i izložba oldtimer zrakoplova smještena u sklopu aerodroma Vrsar ,2,5 km od mjesta Vrsara u Istarskoj županiji.Nastanak muzeja je vezan uz povijest aerodroma Vrsar osnovanog 1976 kada i Aeroklub Vrsar kreće s radom. U sklopu Aeroparka nalaze se tri cjeline: Terminal 1-kupola u kojoj je smješten muzejski postav, Hangar, u kojem su izloženi avioni koji su u uporabi u Aeroklubu Vrsar i dio eksponata te Aeroshop-muzejska trgovina sa suvenirima, te najveći dio ,prostor na otvorenom na kojem su izloženi oldtimer avioni u postavu.Postav se trenutno sastoji od 16 zrakoplova. Antonov AN-2 iz 1950,legendarni zrakoplov koji je desetljećima letio u Aeroklubu Vrsar a sad je restauriran i otvoren za posjetitelje.Potom slijede 2 primjerka Let-410 Turbolet zrakoplova koji su izloženi kao cargo i salonska verzija. Najveća atrakcija je MIG 21, broj 124,donacija HRZ koji je izložen u sklopu memorijala za stradale pripadnike HRZ u napadu 22.12.1991 koje je JNA izvela sa 7 zrakoplova.Takodjer imamo izložene i ostake klster bombe Bell 755 kojima su zrakoplovi JNA bombardirali aerodrom Vrsar. Dalje u postvu imamo zrakoplov ZLin z-37 Čmelak, Cessnu 172 i 150, Piper Archer,Morano Soulnier Relly .Takodjer imamo i ostake kabine ultralight experimentala koji je krivo sletio 2014. U postavu je i amfibijski zrakoplov Avid Catalina ,vrlo rijedak primjerak jer ih je samo stotinjak izrađeno. Od ul-zrakoplova još su izloženi ICT Savannah,taijanske proizvodne,Viper SD4 iz slovačke,PIoonier 200 ,proizveden u Hrvatskoj. Takodjer imamo i ICarus c-22,jedan od prvih primjeraka Ul zrakoplova. Novi eksponat od 2017 je i Cessna 331,skynmaster,push-pull,neobičan zrakoplov koji je čak služio u Vijetnamskom ratu. Terminal 1-kupola u svom postavu ima radar iz MIG21,Saphir ,veliku kolekciju propelera,među kojima se ističe drvena elisa iz Aero3 zrakoplova,1950 proizvedena. Aeropark je stalno otvoren tijekom ljetne sezona svibanj-listopad, a tijekom zimskih mjeseci(studeni-travanj) uz prethodnu najavu za grupe. www.aeroparkvrsar.blogspot.com